# پوکاهانتس ۴۴۸۷
سیارک ۴۴۸۷ (به انگلیسی: 4487 Pocahontas، نامگذاری:1987UA) چهار هزار و چهارصد و هشتاد و هفتمین سیارک کشف شده‌است که در ۱۷ اکتبر ۱۹۸۷ کشف شد.
قدر مطلق سیارک برابر ۱۷٫۱۰ است.